# Festival international du film de Santa Barbara
Le Festival international du film de Santa Barbara (Santa Barbara International Film Festival) est un festival de cinéma américain se déroulant dans la ville de Santa Barbara en Californie. Il est plus particulièrement consacré au cinéma indépendant américain et international.

## Prix décernés
- Prix des artisans (Artisan Award)
- Prix Montecito (Montecito Award)
- Prix de l'avant-garde du cinéma (Cinema Vanguard Award)
- American Spirit Award
- Gold Vision Award
- Nueva Vision Award
- Meilleur film en langue étrangère
- Meilleur film documentaire
- BAFTA Award du meilleur court métrage
- Fonds pour Santa Barbara Social Justice Award
- Bruce Corwin Award du meilleur court métrage en Live Action
- Bruce Corwin Award du meilleur film d'animation
- 10/10/10 Student Filmmaking Competition
- 10/10/10 Student Screenwriting Competition
- Audience Choice Award du meilleur film
- Special Jury Selection

## Palmarès

### Performance exceptionnelle de l'année
- 2004 : Charlize Theron pour Braquage à l'italienne (The Italian Job) et Monster
- 2005 : Kate Winslet pour Eternal Sunshine of the Spotless Mind et Neverland (Finding Neverland)
- 2006 : Heath Ledger pour Le Secret de Brokeback Mountain (Brokeback Mountain)
- 2007 : Helen Mirren pour The Queen
- 2008 : Angelina Jolie pour Un cœur invaincu (A Mighty Heart)
- 2009 : Penélope Cruz pour Lovers (Elegy) et Vicky Cristina Barcelona
- 2010 : Colin Firth pour A Single Man
- 2011 : James Franco pour 127 heures (127 Hours)
- 2012 : Viola Davis pour La Couleur des sentiments (The Help)
- 2013 : Jennifer Lawrence pour Happiness Therapy (Silver Linings Playbook) et Hunger Games (The Hunger Games)
- 2014 : Cate Blanchett pour Blue Jasmine (Blue Jasmine)
- 2015 : Steve Carell pour Foxcatcher (Foxcatcher)
- 2016 : 
  - Brie Larson pour Room
  - Saoirse Ronan pour Brooklyn
- 2017 : Ryan Gosling et Emma Stone pour La La Land
- 2018 : Allison Janney et Margot Robbie pour Moi, Tonya

### Prix du public
- 2006 : Christian Carion pour Joyeux Noël

### Prix Santa Barbara
- 2005 : Annette Bening
- 2006 : Naomi Watts
- 2007 : Bill Condon
- 2008 : Javier Bardem
- 2009 : Kate Winslet
- 2010 : Julianne Moore
- 2011 : Geoffrey Rush
- 2013 : Daniel Day-Lewis
- 2014 : Oprah Winfrey
- 2015 : Jennifer Aniston
- 2017 : Isabelle Huppert
- 2018 : Saoirse Ronan

### Prix Montecito (Montecito Award)
- 2016 : Sylvester Stallone pour le film Creed : L'Héritage de Rocky Balboa (Creed)

### Prix Virtuose (Virtuoso Award)
- 2010 : Lovely Bones (The Lovely Bones) – Saoirse Ronan
- 2012 : Andy Serkis, Patton Oswalt, Shailene Woodley, Rooney Mara et Demián Bichir
- 2025 : Ariana Grande (Wicked), Kieran Culkin (A Real Pain), Harris Dickinson (Babygirl), Karla Sofía Gascón (Emilia Pérez), Selena Gomez (Emilia Pérez), Clarence Maclin (Sing Sing), Mikey Madison (Anora) et John Magaro (September 5)

### Prix des artisans
- 2017 : Meilleur maquillage et coiffure pour Alessandro Bertolazzi – Suicide Squad

### Prix de l'avant-garde du cinéma (Cinema Vanguard Award)
- 2010 : Lovely Bones (The Lovely Bones) – Stanley Tucci
- 2019 : Creed : L'Héritage de Rocky Balboa (Creed) – Michael B. Jordan

### Présentations spéciales
- 2006 : A History of Violence

### French connection
- 2006 : Quand la mer monte...[1]